# Bodiam Castle (film)
Bodiam Castle è un cortometraggio muto del 1915. Il nome del regista non viene riportato nei credit del film.

## Produzione
Il film fu prodotto dalla Hepworth.

## Distribuzione
Distribuito dalla Hepworth, il film - un cortometraggio - uscì nelle sale cinematografiche britanniche nel 1915. Venne distribuito negli Stati Uniti d'America nel giugno 1915 dalla Hepworth-American.